# Formato Famiglia Life
Formato Famiglia Life, precedentemente noto come Life, è stato un programma radiofonico italiano irradiato sulle frequenze di Rai Radio 1, dedicato a questioni di attualità legate al benessere, salute e medicina. Il programma ha affrontato tematiche riguardanti i giovani, tra cui anoressia, bulimia, alcolismo e tossicodipendenze, coinvolgendo medici e altri esperti del settore. Il pubblico aveva la possibilità di interagire ponendo loro domande.

## Il Programma

### Life: obiettivo benessere (2014-2018)
Il programma è andato in onda a partire dal 2014 con il titolo Life: obiettivo benessere, veniva irradiato dal lunedì al venerdì dalle 12:30 alle 13:00, sotto la conduzione di Annalisa Manduca, fino al 1º settembre 2017. Successivamente, dal 24 settembre 2017 al 9 settembre 2018, è stato trasmesso solo la domenica alle 6:35, con una durata ridotta a 25 minuti per puntata.

### Life - Il weekend del benessere e della salute (2018-2020)
Dal 15 settembre 2018, va in onda alle 9:30 con il titolo Life - Il weekend del benessere e della salute, in quanto viene trasmesso anche il sabato, e ad affiancare Annalisa Manduca arriva Michele Mirabella.

### Formato famiglia Life (2020-2022)
A partire da settembre, Life ritorna nei palinsesti di Radio 1 come spin-off di Formato Famiglia, programma condotto da Diana Alessandrini. Alessandrini assume anche la conduzione dello spin-off dal lunedì al giovedì, mentre il venerdì rimane a condurre Annalisa Manduca. Ad affiancare Manduca e Alessandrini dal lunedì al venerdì c'è Savino Zaba, che sostituisce Michele Mirabella.
Dalla successiva edizione, Diana Alessandrini si concentra esclusivamente sulla conduzione di Formato Famiglia. Tutte le puntate dello spin-off Formato Famiglia Life sono condotte da Annalisa Manduca, sempre affiancata da Zaba.
Il programma non è stato riproposto tra i palinsesti di Radio 1 per la stagione 2022/2023 e pertanto è andato incontro alla chiusura il 29 luglio 2022.